# 捨てられた惑星
「捨てられた惑星」（すてられたわくせい、原題 : "Orphan 55"）は、イギリスのSFドラマ『ドクター・フー』の第12シリーズ第3話。脚本はエド・ハイム、監督はリー・ヘブン・ジョーンズが監督を担当し、2020年1月12日に BBC One で初放送された。視聴者数は538万人で、批評家や視聴者からの評価は第12シリーズで最低であった。

## あらすじ
本作では、グレアム・オブライエン（演:ブラッドリー・ウォルシュ）がクーポン券を手に入れ、13代目ドクター（演:ジョディ・ウィテカー）らは Orphan 55 とナンバリングされた惑星にある安らぎのスパを2週間無料体験することになる。しかしスパにはドレグと呼ばれる白色の肉食性ヒューマノイドが侵入しており、ドクターたちは他の旅行者と共にドレグに対抗することになる。物語が進むにつれてスパの外側には荒廃した世界が広がっていると判明し、ドレグに拉致された観光客の救出作戦中にキリル文字が記された遺跡が発見される。終盤ではこの惑星が地球の成れの果てであること、そしてドレグの正体が過酷な環境に適応したヒトの子孫であると判明する。

## 製作

### 開発
脚本は第11シリーズ「鏡の向こう側」を執筆したエド・ハイムが担当した。

### 配役
ジェームズ・バックリーは2019年6月にネヴィ役での出演が明かされ、ケイン役のローラ・フレイザーは2019年12月にゲスト出演が報じられた。他のゲスト出演者は2020年1月上旬に Doctor Who Magazine 第547号で報じられた。

### 撮影
「スパイフォール」パート2と「捨てられた惑星」は共に第2製作ブロックに属し、リー・ヘブン・ジョーンズが監督した。「捨てられた惑星」のロケ地はスペインのカナリア諸島テネリフェ島で、スパの外観にはサンタ・クルス・デ・テネリフェが、荒野にはテイデ山の周りが使用された。

## 放送と反応
| 専門評論家によるレビュー           | 専門評論家によるレビュー |
| レビュー・スコア                   | レビュー・スコア         |
| 出典                               | 評価                     |
| ---------------------------------- | ------------------------ |
| The A.V. Club                      | C+                       |
| エンターテインメント・ウィークリー | B-                       |
| ラジオ・タイムズ                   | [ 10 ]                   |
| インデペンデント                   | [ 11 ]                   |
| デイリー・テレグラフ               | [ 12 ]                   |

「捨てられた惑星」は2020年1月12日に初放送された。日本では2020年7月8日にHuluにて字幕版・吹替版共に配信が開始された。
イギリスでのその晩の視聴者数は419万人で、その日の全番組では5番目に多く視聴された。Audience Appreciation Index のスコアは77で、「危険なお絵描き」（2006年）の76や「もう眠らない」（2015年）78以来の低さであった。合計視聴者数は538万人であった。
Syfyのコートニー・エンローはハイフンとネヴィとサイラスの衣装のデザインを批判し、「『GALACTICA/ギャラクティカ』のコスプレをした『スペースボール』のバーブに似た、酷く廃れた銘柄のプレニチュードの猫シスター」「"Space Cases" のジュエル・ステイトで見たような全く現実的ではないSFのかつらを身に着けている」と表現した。エピソード全体については「にぎやかな死体」（2005年）、「ダーレクの勝利」（2010年）、「シャーウッドの森のロボット」（2014年）に続く第11シリーズで最も貧弱なエピソードであるとし、環境破壊に関する強いメッセージ性以外の全てが良くなかったと酷評した。